# Fattush
El fattush (en árabe, فتوش) es una ensalada originaria de los países árabes levantinos (El Líbano, Jordania, Palestina y Siria), y consiste en diversas hortalizas cortadas en dados y mezcladas con pan plano tipo jubz cortado en tiras o cuadros y frito (o asado). En la actualidad, es frecuente encontrar esta ensalada en Turquía, donde se conoce como fettuş, y en muchos lugares del mundo árabe, como Egipto, el Magreb o los países del Golfo. Esta ensalada forma parte de la familia de platos conocidos como fattat (pl. de fatteh), que usan pan pasado como ingrediente principal.

## Terminología
El nombre en árabe, فَتُّوش fattūš (/fatˈtuːʃ/) proviene de فت fatt ('quebrado'), y del sufijo diminutivo túrquico -ūş o -aş, equivalente al -ito en castellano. Antiguamente, en Palestina también era conocido el plato con el nombre de Abu Mleih (أبو مليح).
Por influencia del francés y del inglés también se puede encontrar transcrito como fattoush, fattouch, fattouche, fattoosh, fatush, fatoush o fatouch.

## Origen
Una leyenda local explica el origen de esta ensalada. Tras las masacres ocurridas entre maronitas y drusos durante la Guerra Civil del Monte Líbano (1860s) varios cristianos huyeron a la ciudad de Zahlé acogidos por las familias nobles de Dar Al-Skaf (دارة آل السكاف) y Al-Fattoush (آل فتوش), las cuales les recibieron con mesas llenas de comida que incluían platos de carne y aves de corral. No obstante, al ser época de Cuaresma, los refugiados prefirieron abstenerse de comer carne.
Los anfitriones también les sirvieron diversas ensaladas, y algunos invitados comenzaron a consumirlas con pan. Uno de los asistentes se echó a reír y con tono sarcástico le comento al dueño de la casa, que es de la familia Fattoush: «Mira, Fattoush, tus invitados están comiendo la ensalada con pan, eso es un nuevo plato». Al escuchar esto, el patriarca cristiano Gregorio II Yússef dijo a sus seguidores: «a partir de hoy, llamaremos a este plato fattush y lo comeremos los días de ayuno». 
Estos hechos coincidieron con el final del Ramadán del año 1278 a.h. (1862 d. C.), el mes de ayuno musulmán, por lo que la población islámica de Zahle adoptó la idea de los cristianos y la relacionó con su propia abstinencia. Así ha venido siendo hasta nuestros días, y la popular ensalada de fattush se sirve por cristianos y musulmanes, en Cuaresma y Ramadán respectivamente.

## Preparación

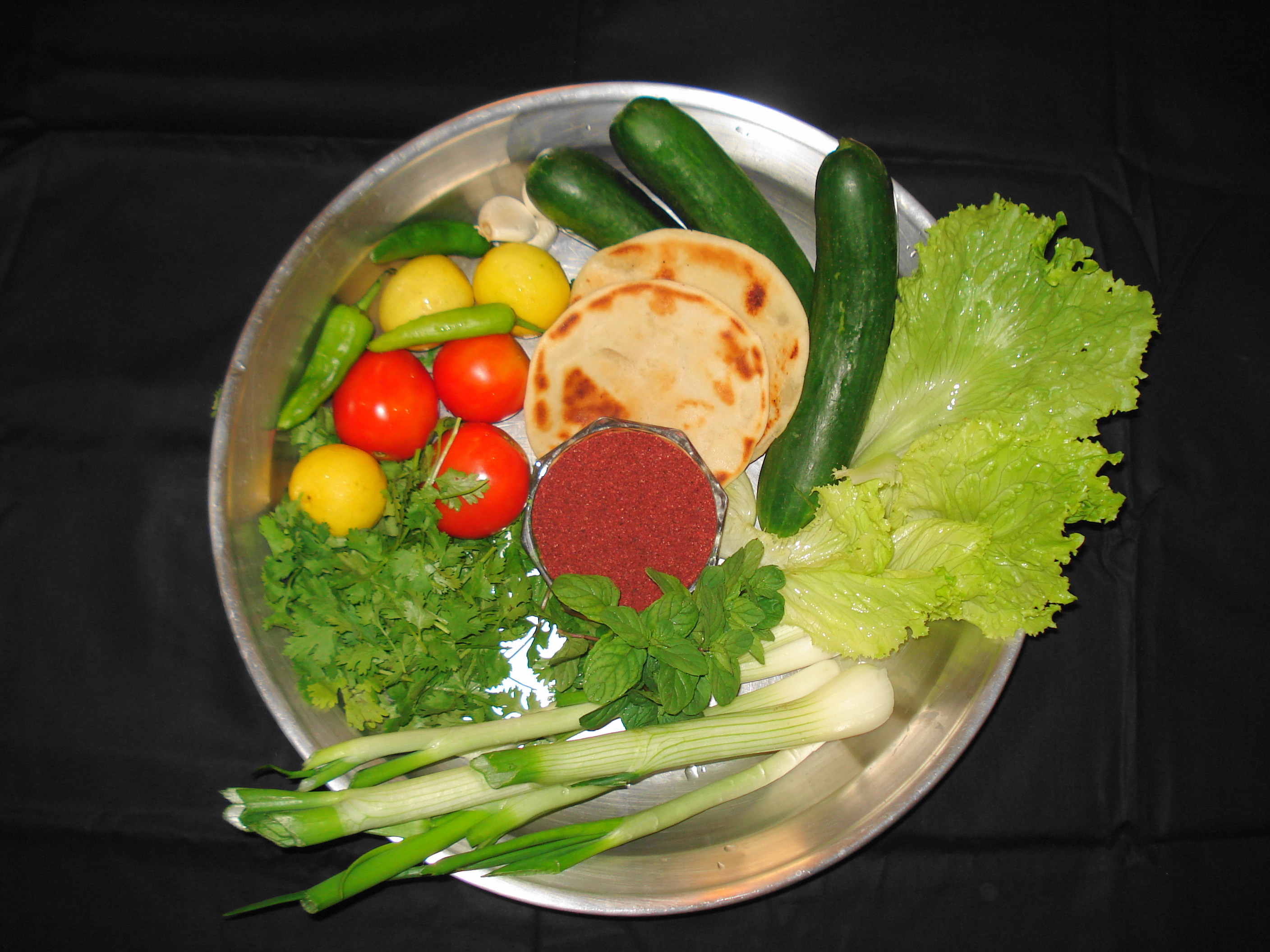
Ingredientes del fattush.

Para preparar el fattush, se usa jubz (pan plano árabe) que se corta en tiras o en cuadrados y se fríe en aceite o se asa al horno. Generalmente se aprovecha pan del día anterior, que aún es comestible pero comienza a endurecerse. 
Las verduras generalmente son pepino, tomate y lechuga (romana, iceberg, rúcula), u otras verduras de hoja (بقلي baqlī). El término baqli se refiere a hierbas comestibles y silvestres, y en los países árabes se usan las que se tengan más a mano: verdolagas, berros, perejil, menta... El perejil rizado es el tradicional de la zona, aunque también vale el perejil italiano o plano. Frecuentemente también cebolla (particularmente cebolla de primavera), rábano y pimiento verde. El ajo también se puede usar picado o machado, crudo y en muy pequeña cantidad, ya que su sabor es muy invasivo. A diferencia del tabbule (otra ensalada árabe), en la que todos los ingredientes son finamente picados, para el fattush las verduras se cortan en dados grandes.  
También se usa para condimentar una especia típica árabe llamada zumaque (o sumac) y jugo de limón. Ambos ingredientes proporcionan acidez a la ensalada. En muchas recetas se incluye también melaza de granada (dibs rumman), que tiene un sabor agridulce y es un aliño característico en Oriente Medio. El aliño se completa con aceite de oliva y sal. 